# بت كمومي
كيُوبِت (/ˈkjuːbɪt/) أو بِت كمومي (بالإنجليزية qubit أو qbit) في الحوسبة الكمومية، هي وحدة المعلومات الكمومية، وهو المقابل الكمومي للبِت الكلاسيكي. الكيوبت هو نظام كمي ثنائي الحالة مثل استقطاب الفوتون: هنا الحالتين هما استقطاب عمودي واستقطاب أفقي. في الأنظمة الكلاسيكية، لا يمكن للبت أن يأخد إلا حالة واحدة فقط من بين حالتين. في حين تسمح ميكانيك الكم للكيوبت أن يأخد حالة تراكب لكلا الحالتين في نفس اللحظة وهذه هي الخاصية الأساسية في الحوسبة الكمومية.

## أصل المفهوم والتسمية
مهد ستيفن ويزنر لتصور البت الكمومي بغير معرفة مسبقة في 1983 في اقتراحه لل quantum money الذي كان قد حاول نشره لأكثر من عقد.
يعود مصطلح «كوبيت»  إلى بنيامين شوماخر. في اقرارات من ورقته البحثية، يقول شوماخر أن مصطلح «كيوبت» اخترع عن طريق الدعابة فقط بسبب التشابه الصوتي مع كلمة "cubit" (التي هي وحدة قديمة لقياس الطول) أثناء محادثة مع وليام ووترز. توضح الورقة طريقة ضغط حالات مصدر معلومات كمومي لاستخدام أقل ما يمكن من الموارد المادية للتخزين. وتعرف هذه العملية الآن باسم ضغط شومخر.

## مقارنة بين البت والبت الكمومي
البت هو أصغر وحدة ناقلة، أو حاملة للمعلومات. ويستعمل لمعالجة المعلومات عبر الحواسب.  بغض النظر عن البنية الفيزيائية لتخزين البت، لدى هذا الأخير حالتين تمثل عادة ب 0 أو 1 لكن يمكن أن يُمثل حسب التطبيق بشكل عام، مثلا «صحيح» أو «خطأ» أو أي اختيارين متعارضين. مثلا يمكن اعتبار حالة مفتاح المصباح ك 1 عند التشغيل و0 عند الإطفاء.
يتشابه الكيوبت في بعض النقط مع البت التقليدي، لكنه بشكل عام يختلف كثيرا عنه. هناك نتيجتين محتملة لقياس كيوبت، عادة 0 و1،  مثل البت. لكن الفرق هو أنه في حين أن حالة بت يمكن أن تكون إما 0 أو 1، حالة الكيوبت يمكن أيضا أن تكون كتراكب لكلا الحالتين. من الممكن ترميز بت واحد في كوبيت واحد. في حين، كوبيت يمكن أن يخزن معلومات أكثر، على سبيل المثال يصل إلى اثنين من البت باستخدام تشفير superdense coding.
يمكن وصف كامل لحالة نظام مكون من n مكونات، في الفيزياء الكلاسيكية يتطلب ذلك فقط n بت، بينما في فيزياء الكم يتطلب  2n−1 من الأعداد المركبة.

## التمثيل
تعرف الحالتين الإثنين التي يمكن أن يقاس عليها الكيوبت بحالات القاعدة (أو متجهات القاعدة). كما جرت العادة مع أي نوع من الحالات الكمية، فهي تمثل بواسطة تمثيل ديراك—أو «رمز براكيت». يعني أن حالتي القاعدة تكتب، اصطلاحا،  كالتالي: {\displaystyle } و{\displaystyle } (تُلفظ "ket 0" و"ket 1").

## حالات الكيوبت
حالة الكيوبت الصرف هي عبارة عن تراكب خطي لحالة القاعدة. وهذا يعني أن الكيوبت يمكن أن يمثل كتركيبة خطية من {\displaystyle } و{\displaystyle } :
{\displaystyle |\psi \rangle =\alpha |0\rangle +\beta |1\rangle ,\,}
حيث α وβ هي سعات الإحتمالات ويمكن بشكل عام أن تكون أعداد مركبة.
عندما نقيس البت الكمومي في ال standard basis ، احتمال النتيجة {\displaystyle } هو {\displaystyle } واحتمال النتيجة {\displaystyle } هو {\displaystyle }. لأن مربعات المعيار تعطي الاحتمالات، ويترتب على ذلك العلاقة التالية التي تقيد قيم ألفا وبيتا:
 {\displaystyle } {\displaystyle }
{\displaystyle |\alpha |^{2}+|\beta |^{2}=1.}

### كرة بلوخ
يبدو للوهلة الأولى أنه يجب أن تكون هناك أربع درجات من الحرية، {\displaystyle } و{\displaystyle } أعداد مركبة مع درجتين من الحرية لكل منهما. ومع ذلك، فإن درجة واحدة من الحرية يتم إزالتها بسبب القيد |α|2 + |β|2 = 1, التي يمكن أن تعتبر على أنها معادلة 3-sphere مضمنة في 4-الأبعاد المكانية بقطر 1. هذا يعني مع تغيير مناسب للإحداثيات، أن واحدة يمكن أن تحذف واحدة من درجات الحرية. خيار ممكن هو  إحداثيات Hopf :
{\displaystyle {\begin{aligned}\alpha &=e^{i\psi }\sin {\frac {\theta }{2}},\\\beta &=e^{i(\psi +\phi )}\cos {\frac {\theta }{2}}.\end{aligned}}}

بالإضافة إلى ذلك، الطور  ei ψ للكيوبت الواحد، لا يحمل أي نتائج فيزيائية ملحوظة، لذا يمكننا، اعتباطيا، اختيار α كعدد حقيقي (أو β في حال α
 صفر)، وترك درجتين من الحرية فقط:
{\displaystyle {\begin{aligned}\alpha &=\sin {\frac {\theta }{2}},\\\beta &=e^{i\phi }\cos {\frac {\theta }{2}}.\end{aligned}}}
ممكن أن نعاين الحالات الممكنة للكيوبت الواحد باستخدام كرة بلوخ (انظر الرسم). ممثلة في فلكة، البت التقليدي يمكن أن يكون فقط في «القطب الشمالي» أو «القطب الجنوبي» في مواقع {\displaystyle } و{\displaystyle } على التوالي. بقية سطح الكرة غير متاح للبت الكلاسيكي، ولكن حالة الكيوبت الصرف يمكن أن تُمثل كأي نقطة على سطح الكرة. على سبيل المثال، حالة الكيوبت {\displaystyle } سوف تقع على خط استواء الكرة، على الجزء الموجب للمحور y.
سطح الكرة هو الفضاء ثنائي الأبعاد الذي يمثل حالة الفضاء لحالات للكيوبت الصرف. حيث لها  درجتين من الحرية.
من الممكن وضع البت الكمومي في حالة كمومية مختلطة أو حالة ممزوجة، مزيج إحصائي من حالات محضة مختلفة. ويمكن أن تمثل الحالات المختلطة بنقط تقع داخل كرة بلوخ. للحالة المختلطة ثلاث درجات حرية: الزوايا {\displaystyle } و{\displaystyle } وكذلك الطول {\displaystyle } للمتجه الذي يمثل هذه الحالة.

### العمليات على حالات البت الكمومي الصرف
هناك أنواع مختلفة من العمليات التي يمكن القيام بها على حالات الكيوبت الصرف.
- البوابة المنطفية الكمومية يمكنها أن تأثر على كوبيت: رياضيا، يخضع الكيوبت لتحويل واحدي. تمثل التحويلات الواحدية دوران متجه الكيوبت في كرة بلوخ.
- قياس القاعدة المعيارية هي العملية التي من خلالها تُجلب المعلومات عن حالة الكيوبت. نتيجة القياس تكون إما {\displaystyle }مع احتمال {\displaystyle }أو {\displaystyle }مع احتمال {\displaystyle }. قياس حالة كيوبت يغير قيم α وβ. فعلى سبيل المثال، إذا كانت نتيجة القياس {\displaystyle }، يتم تغيير α إلى 1 و  β إلى 0. علما أن قياس حالة الكيوبت متشابكة مع نظام كمي آخر يحول حالة صرفة إلى حالة مختلطة.

## التشابك
من بين الفروقات الهامة بين البت الكمومي والبت الكلاسيكي هو أنه بإمكان عدة كيوبتات أن تبدي تشابك كمي. التشابك هو خاصية غير محلية التي تتيح مجموعة من الكيوبت أن تبدي أعلى ارتباط مما هو ممكن في النظم الكلاسيكية. خذ على سبيل المثال، كيوبتين متشابكين في حالة بيل
{\displaystyle {\frac {1}{\sqrt {2}}}(|00\rangle +|11\rangle ).}
في هذه الحالة المسماة تراكب متساوي، هناك تساوي احتمالات قياس إما {\displaystyle } أو {\displaystyle }، {\displaystyle }.
تخيل كيوبتين متشابكين يتم اعطاء كل واحد لكل من أحمد ومحمد. أحمد ينجز قياس للكيوبت الخاص به،  يحصل على—مع تساوي الاحتمالات—إما أو. بسبب تشابك الكيوبتين يجب أن يحصل محمد بالضبط على نفس قياس أحمد; أي إذا قاس أحمد 0 . القياس نفسه، هي الحالة الوحيدة حيث كيوبت أحمد هو.  يتيح التشابك أيضا عدة حالات (مثل حالة بيل المذكورة أعلاه) أن تتخذ في وقت واحد، على عكس البتات الكلاسيكية التي لا يمكن أن يكون لها سوى قيمة واحدة في كل مرة. التشابك هو عنصر ضروري للحوسبة الكمية الذي لا يمكن القيام به بكفاءة على الكمبيوتر الكلاسيكي.
العديد من نجاحات الاتصال والحوسبة الكمية، مثل quantum teleportation والترميز superdense coding ، تستفيد من التشابك، مما يشير إلى أن التشابك هو المورد الفريد من نوعه لدى الحوسبة الكمية.{\displaystyle }{\displaystyle }{\displaystyle }{\displaystyle }{\displaystyle }

## المسجل الكمي
عدد من البتات الكمية مجتمعة معا هو مسجل كمي. أجهزة الكمبيوتر الكمومية تجري العمليات الحسابية عن طريق التلاعب بالكيوبتات ضمن سجل. ال qubyte (البايت الكمي) هو عبارة عن مجموعة من ثمانية كيوبت.

### تنوعات الكيوبت
على غرار الكيوبت، qutrit هي وحدة الكم من المعلومات في نظام كمي 3-مستوى. هذا مماثل للوحدة الكلاسيكية للمعلومات trit. ومصطلح "qudit" يستخدم للدلالة على وحدة المعلومات الكمية في النظم  d-level الكمية.

## التمثيل الفيزيائي
يمكن أن يُستخدم أي نظام 2-مستوى كبت كمومي. يمكن أن تستخدم أيضا الأنظمة متعددة المستويات، إذا كان لديها حالتين منفصلتين بفعالية عن البقية. هناك العديد من المقترحات. عدة تطبيقات فيزيائية التي تقارب أنظمة 2-مستوى للأنظمة بدرجات مختلفة التي تحققت بنجاح. وكما هو الحال بالنسبة للبت الكلاسيكي حيث أن حالة الترانزيستور، حالة مغنطة سطح القرص الصلب، ووجود تيار في سلك كهربائي من عدمه، كلها تمثل البتات في نفس الكمبيوتر، من المرجح أن يستخدم الحاسب الكمي النهائي، تركيبات مختلفة من الكيوبتات في تصميمه.
هنا قائمة غير مكتملة من تطبيقات فيزيائية للبتات الكمومية، واختيارات القاعدة تمت بالاصطلاح فقط.
| Physical support                | Name                               | Information support   | {\displaystyle \|0\rangle }            | {\displaystyle \|1\rangle }                                  |
| ------------------------------- | ---------------------------------- | --------------------- | -------------------------------------- | ------------------------------------------------------------ |
| Photon                          | Polarization encoding              | Polarization of light | Horizontal                             | Vertical                                                     |
| Photon                          | Number of photons                  | Fock state            | Vacuum                                 | Single photon state                                          |
| Photon                          | Time-bin encoding                  | Time of arrival       | Early                                  | Late                                                         |
| Coherent state of light         | Squeezed light                     | Quadrature            | Amplitude-squeezed state               | Phase-squeezed state                                         |
| Electrons                       | Electronic spin                    | Spin                  | Up                                     | Down                                                         |
| Electrons                       | Electron number                    | Charge                | No electron                            | One electron                                                 |
| Nucleus                         | Nuclear spin addressed through NMR | Spin                  | Up                                     | Down                                                         |
| Optical lattices                | Atomic spin                        | Spin                  | Up                                     | Down                                                         |
| Josephson junction              | Superconducting charge qubit       | Charge                | Uncharged superconducting island (Q=0) | Charged superconducting island (Q=2e, one extra Cooper pair) |
| Josephson junction              | Superconducting flux qubit         | Current               | Clockwise current                      | Counterclockwise current                                     |
| Josephson junction              | Superconducting phase qubit        | Energy                | Ground state                           | First excited state                                          |
| Singly charged quantum dot pair | Electron localization              | Charge                | Electron on left dot                   | Electron on right dot                                        |
| Quantum dot                     | Dot spin                           | Spin                  | Down                                   | Up                                                           |

## تخزين الكيوبت
في ورقة بعنوان: "Solid-state quantum memory using the 31P nuclear spin"، التي نشرت في تشرين الأول / أكتوبر 23, 2008 من مجلة  الطبيعة، قام فريق من العلماء من المملكة المتحدة والولايات المتحدة عن أول نقل طويل وثابت نسبيا (1.75 ثانية) لحالة تراكب في لف إلكترون «معالجة» كيوبت إلى لف نووي «ذاكرة» كوبيت. هذا الحدث يمكن اعتباره نسبيا أول تخزين ثابت للمعلوومات الكمية، خطوة حيوية نحو تطوير الحوسبة الكمومية. مؤخرا تم تعديل أنظمة مماثلة (باستخدام مكونات مشحونة بدلا من محايدة) وهذا مدد بشكل كبير هذه المدة  إلى 3 ساعات في درجات حرارة منخفضة جدا و39 دقيقة في درجة حرارة الغرفة. إعداد Qbit على أساس لف الإلكترون بدلا من لف النوية كان قد أثبت أيضا من قبل فريق من العلماء من سويسرا وأستراليا.

## وصلات خارجية
- Qubit.org تم تأسيسه من قبل إحدى الشركات الرائدة في الحوسبة الكمية، ديفيد الألمانية